# 브러헤이니옥
브러헤이니옥 왕국(웨일스어: Teyrnas Brycheiniog)은 중세 초기(450년경-1045년) 오늘날의 웨일스 남부에 위치했던 소왕국이다. 동쪽의 잉글랜드와 서쪽의 데허이바르스의 완충국으로 기능했고, 남쪽으로는 모르가늑과 국경을 접했다. 1088년에서 1095년 사이 노르만인들에게 정복당했으나 웨일스 문화를 보존했다. 브레녹셔주의 전신이 된다.